# Arena 2000
Arena 2000 (ros. Универсальный Культурно-Спортивный Комплекс Арена-2000) – hala widowiskowo-sportowa z lodowiskiem w Jarosławiu, w Rosji.
Obiekt otwarto w 2001 roku, posiada około 9000 miejsc siedzących. Hala używana jest przede wszystkim do rozgrywania spotkań hokeja na lodzie – w roli gospodarza występuje w niej Łokomotiw Jarosław. Jest używana także jako arena lokalnych koncertów, wystaw oraz jako lodowisko.
W chwili otwarcia hali René Fasel przewodniczący Międzynarodowej Federacji Hokeja na Lodzie nazwał arenę „najlepszym na świecie centrum multisportowym w swojej klasie wielkości”.
Pierwsza spotkanie rozegrane w Arenie 2000 roku odbyło się w dniu 12 października 2001 roku. Lokalna drużyna Łokomotiw Jarosław zmierzyła się z zespołem Łada Togliatti. Od tego czasu hala była miejscem wielu imprez sportowych. Odbyły się w niej m.in.: Mistrzostwa świata do lat 18 w hokeju na lodzie mężczyzn w 2003 roku.
Ponadto służy jako arena koncertów, krajowych i zagranicznych zespołów muzycznych takich jak Deep Purple, Smokie, Splin, Patricia Kaas, Mashina vremeni, Scorpions i wielu innych.
We wrześniu 2011 roku, po katastrofie lotu Jak Sierwis 9634 i śmierci wszystkich zawodników oraz sztabu klubu, w hali odbyły się uroczystości żałobne ku czci ofiar.
W drugą rocznicę katastrofy, 7 września 2013 przed halą odsłonięto pomnik upamiętniający ofiary katastrofy, złożony z 37 stalowych kijów hokejowych, symbolizujący 37 ofiar - członków ekipy klubu (wykonany we Frankfurcie nad Menem, instalowany na przełomie lipca i sierpnia 2013).